# Sonet spenserowski
Sonet spenserowski – odmiana sonetu angielskiego wprowadzona przez renesansowego poetę Edmunda Spensera. Sonet spenserowski ma pięć rymów i rymuje się łańcuchowo abab bcbc cdcd ee.
Przykładem omawianej formy jest sonet 26 Spensera.